# Campionato europeo maschile under 21 di calcio 2025
Il campionato europeo di calcio Under-21 2025 è stata la 25ª edizione del torneo. La fase finale si è svolta in Slovacchia, già nazione ospitante dell'edizione 2000. È la terza edizione con 16 partecipanti alla fase finale, che si svolge dall'11 al 28 giugno.
Il torneo è stato vinto dall'Inghilterra, al quarto titolo nella competizione, dopo aver battuto la Germania in finale per 3-2 al termine dei tempi supplementari.

## Scelta del paese ospitante
Si svolge in Slovacchia, come deciso dalla UEFA.

## La formula
Come nell'edizione precedente, la formula del torneo prevede la partecipazione di 16 squadre, divise in quattro gironi da 4 squadre ciascuno, in cui accedono ai quarti di finale le prime due classificate.

## Stadi
| Bratislava | Trnava                  | Dunajská Streda    | Košice                  |
| --- | ----------------------- | ------------------ | ----------------------- |
| Tehelné pole | Stadio Anton Malatinský | MOL Aréna          | Košická futbalová aréna |
| Capienza: 22 500 | Capienza: 18 200        | Capienza: 12 700   | Capienza: 12 555        |
| |                         |                    |                         |
| Bratislava Trnava Dunajská Streda Trenčín Žilina Košice Prešov NitraCampionato europeo maschile under 21 di calcio 2025 (Slovacchia) |                         |                    |                         |
| Žilina | Trenčín                 | Nitra              | Prešov                  |
| Štadión pod Dubňom | Stadio na Sihoti        | Stadio pod Zoborom | Futbal Tatran Aréna     |
| Capienza: 10 897 | Capienza: 10 000        | Capienza: 7 480    | Capienza: 6 500         |
| |                         |                    |                         |

## Qualificazioni
| Pr. | Squadra     | Data di qualificazione certa | Partecipante in quanto                                          | Partecipazioni precedenti al torneo | Ultima presenza        |
| --- | ----------- | ---------------------------- | --------------------------------------------------------------- | --- | ---------------------- |
| 1   | Slovacchia  | 25 gennaio 2023              | Rappresentativa della nazione organizzatrice della fase finale  | 2 (2000, 2017) | Polonia 2017           |
| 2   | Paesi Bassi | 9 settembre 2024             | 1ª classificata nel Gruppo C                                    | 9 (1988, 1992, 1998, 2000, 2006, 2007, 2013, 2021, 2023)                                                                                | Romania-Georgia 2023   |
| 3   | Spagna      | 10 settembre 2024            | 1ª classificata nel Gruppo B                                    | 16 (1982, 1984, 1986, 1988, 1990, 1994, 1996, 1998, 2000, 2009, 2011, 2013, 2017, 2019, 2021, 2023)                                     | Romania-Georgia 2023   |
| 4   | Portogallo  | 11 ottobre 2024              | 1ª classificata nel Gruppo G                                    | 10 (1994, 1996, 2002, 2004, 2006, 2007, 2015, 2017, 2021, 2023)                                                                         | Romania-Georgia 2023   |
| 5   | Germania    | 11 ottobre 2024              | 1ª classificata nel Gruppo D                                    | 14 (1982, 1990, 1992, 1996, 1998, 2004, 2006, 2009, 2013, 2015, 2017, 2019, 2021, 2023)                                                 | Romania-Georgia 2023   |
| 6   | Danimarca   | 11 ottobre 2024              | 1ª classificata nel Gruppo I                                    | 9 (1978, 1986, 1992, 2006, 2011, 2015, 2017, 2019, 2021)                                                                                | Ungheria-Slovenia 2021 |
| 7   | Ucraina     | 11 ottobre 2024              | 2ª classificata nel Gruppo F, qualificata come migliore seconda | 3 (2006, 2011, 2023) | Romania-Georgia 2023   |
| 8   | Inghilterra | 12 ottobre 2024              | 1ª classificata nel Gruppo F                                    | 17 (1978, 1980, 1982, 1984, 1986, 1988, 2000, 2002, 2007, 2009, 2011, 2013, 2015, 2017, 2019, 2021, 2023)                               | Romania-Georgia 2023   |
| 9   | Romania     | 15 ottobre 2024              | 1ª classificata nel Gruppo E                                    | 4 (1998, 2019, 2021, 2023) | Romania-Georgia 2023   |
| 10  | Polonia     | 15 ottobre 2024              | 2ª classificata nel Gruppo D, qualificata come migliore seconda | 7 (1982, 1984, 1986, 1992, 1994, 2017, 2019)                                                                                            | Italia 2019            |
| 11  | Slovenia    | 15 ottobre 2024              | 1ª classificata nel Gruppo H                                    | 1 (2021) | Ungheria-Slovenia 2021 |
| 12  | Francia     | 15 ottobre 2024              | 2ª classificata nel Gruppo H, qualificata come migliore seconda | 11 (1982, 1984, 1986, 1988, 1994, 1996, 2002, 2006, 2019, 2021, 2023)                                                                   | Romania-Georgia 2023   |
| 13  | Italia      | 15 ottobre 2024              | 1ª classificata nel Gruppo A                                    | 22 (1978, 1980, 1982, 1984, 1986, 1988, 1990, 1992, 1994, 1996, 2000, 2002, 2004, 2006, 2007, 2009, 2013, 2015, 2017, 2019, 2021, 2023) | Romania-Georgia 2023   |
| 14  | Finlandia   | 19 novembre 2024             | 2ª classificata nel Gruppo E, qualificata ai play-off           | 1 (2009) | Svezia 2009            |
| 15  | Rep. Ceca   | 19 novembre 2024             | 2ª classificata nel Gruppo I, qualificata ai play-off           | 15 (1978, 1980, 1988, 1990, 1992, 1994, 1996, 2000, 2002, 2007, 2011, 2015, 2017, 2021, 2023)                                           | Romania-Georgia 2023   |
| 16  | Georgia     | 19 novembre 2024             | 2ª classificata nel Gruppo C, qualificata ai play-off           | 1 (2023) | Romania-Georgia 2023   |

## Convocazioni
Le liste ufficiali, composte da ventitré giocatori (di cui tre portieri), sono da presentare entro 10 giorni dall'inizio della manifestazione.
Sono selezionabili solo i calciatori nati dopo il 1º gennaio 2002.

## Fase a gruppi
Alla competizione partecipano 16 squadre, divise in quattro gironi da quattro compagini. Passano il turno, accedendo ai quarti di finale, le prime due classificate di ogni gruppo. Nel caso in cui due o più squadre si sono classificate a pari punti nello stesso girone, si sono utilizzati i seguenti criteri per determinare la posizione in classifica:
1. maggiore numero di punti negli scontri diretti tra le squadre interessate;
2. migliore differenza reti negli scontri diretti tra le squadre interessate;
3. maggiore numero di reti segnate negli scontri diretti tra le squadre interessate

Se, dopo aver utilizzato i criteri precedenti, ancora due o più squadre fossero state in parità, sarebbero stati applicati nuovamente i criteri da 1 a 3 prendendo in considerazione gli scontri tra queste squadre rimanenti. In caso di ulteriore parità si sarebbero applicati i seguenti criteri:
1. migliore differenza reti nell'intero girone;
2. maggior numero di reti segnate nell'intero girone;
3. più basso punteggio disciplinare (classifica fair play) calcolato così:
  1. ogni cartellino rosso diretto: +3 punti,
  2. ogni cartellino rosso da doppia ammonizione: +3 punti,
  3. ogni cartellino giallo: +1 punto,
4. più alta posizione nel ranking UEFA Under-21 vigente al momento del sorteggio.

Se però due squadre, che avessero avuto gli stessi punti e lo stesso numero di goal segnati e subiti, si fossero affrontate nell'ultima giornata del girone e al termine dei tempi regolamentari si fossero trovate ancora in parità, con nessuna altra squadra del girone classificatasi a pari punti, si sarebbero effettuati i tiri di rigore tra le due squadre per determinarne la migliore classificata.

### Girone A

#### Classifica
| Pos. | Squadra    | Pt | G | V | N | P | GF | GS | DR |
| ---- | ---------- | -- | - | - | - | - | -- | -- | -- |
| 1.   | Spagna     | 7  | 3 | 2 | 1 | 0 | 6  | 4  | +2 |
| 2.   | Italia     | 7  | 3 | 2 | 1 | 0 | 3  | 1  | +2 |
| 3.   | Slovacchia | 3  | 3 | 1 | 0 | 2 | 4  | 5  | -1 |
| 4.   | Romania    | 0  | 3 | 0 | 0 | 3 | 2  | 5  | -3 |

#### Risultati
| Arbitro: | Damian Sylwestrzak |

|                               |           |                                   |
| Kopásek 48’ Suslov 53’ (rig.) | Marcatori | 16’ Pubill 18’ Joseph 90’ Tárrega |

| Arbitro: | Vassilis Fotias |

|              |           |  |
| Baldanzi 26’ | Marcatori |  |

| Arbitro: | Sander van der Eijk |

|                              |           |             |
| Jauregizar 85’ Fernández 88’ | Marcatori | 4’ Munteanu |

| Arbitro: | Nenad Minaković |

|  |           |            |
|  | Marcatori | 7’ Casadei |

| Arbitro: | Manfredas Lukjančukas |

|           |           |                      |
| Akdağ 67’ | Marcatori | 11’ Obert 57’ Suslov |

| Arbitro: | Nick Walsh |

|               |           |             |
| Rodríguez 53’ | Marcatori | 59’ Pisilli |

### Girone B

#### Classifica
| Pos. | Squadra     | Pt | G | V | N | P | GF | GS | DR |
| ---- | ----------- | -- | - | - | - | - | -- | -- | -- |
| 1.   | Germania    | 9  | 3 | 3 | 0 | 0 | 9  | 3  | +6 |
| 2.   | Inghilterra | 4  | 3 | 1 | 1 | 1 | 4  | 3  | +1 |
| 3.   | Rep. Ceca   | 3  | 3 | 1 | 0 | 2 | 5  | 7  | -2 |
| 4.   | Slovenia    | 1  | 3 | 0 | 1 | 2 | 0  | 5  | -5 |

#### Risultati
| Arbitro: | Elchin Masiyev |

|          |           |                                    |
| Fila 51’ | Marcatori | 39’ Elliott 48’ Rowe 76’ Cresswell |

| Arbitro: | Jakob Sundberg |

|                                |           |  |
| Woltemade 19’, 42’, 82’ (rig.) | Marcatori |  |

| Nitra 15 giugno 2025, ore 18:00 CEST | Inghilterra         | 0 – 0 referto | Slovenia | Stadio pod Zoborom (5 217 spett.)\| Arbitro: \| Goga Kikacheishvili \| |
| Arbitro:                             | Goga Kikacheishvili |               |          |                                                                        |

| Arbitro: | Alexis Herrera |

|                                 |           |                                                 |
| Arrey-Mbi 60’ (aut.) Spáčil 66’ | Marcatori | 34’ Tresoldi 41’ Nebel 54’ Woltemade 58’ Martel |

| Arbitro: | Simone Sozza |

|  |           |                   |
|  | Marcatori | 48’ Fila 59’ Sejk |

| Arbitro: | Sander van der Eijk |

|           |           |                      |
| Scott 76’ | Marcatori | 3’ Knauff 33’ Weiper |

### Girone C

#### Classifica
| Pos. | Squadra    | Pt | G | V | N | P | GF | GS | DR |
| ---- | ---------- | -- | - | - | - | - | -- | -- | -- |
| 1.   | Portogallo | 7  | 3 | 2 | 1 | 0 | 9  | 0  | +9 |
| 2.   | Francia    | 7  | 3 | 2 | 1 | 0 | 7  | 3  | +4 |
| 3.   | Georgia    | 3  | 3 | 1 | 0 | 2 | 4  | 8  | -4 |
| 4.   | Polonia    | 0  | 3 | 0 | 0 | 3 | 2  | 11 | -9 |

#### Risultati
| Trenčín 11 giugno 2025, ore 21:00 CEST | Portogallo            | 0 – 0 referto | Francia | Stadio na Sihoti (4 932 spett.)\| Arbitro: \| Manfredas Lukjančukas \| |
| Arbitro:                               | Manfredas Lukjančukas |               |         |                                                                        |

| Arbitro: | Alessandro Dudic |

|                       |           |                                |
| Kałuziński 73’ (rig.) | Marcatori | 55’ Lominadze 90+4’ Gordeziani |

| Arbitro: | Nick Walsh |

|                                                   |           |  |
| Quenda 16’, 24’ Araújo 30’ Bernardo 41’ Gomes 63’ | Marcatori |  |

| Arbitro: | Jakob Sundberg |

|                                          |           |                            |
| Tel 35’ (rig.) Lepenant 89’ Barry 90+12’ | Marcatori | 76’ Abuashvili 84’ Sazonov |

| Arbitro: | Elchin Masiyev |

|  |           |                                                       |
|  | Marcatori | 24’ Pinheiro 62’ Quenda 87’ Gomes 90+5’ (rig.) Araújo |

| Arbitro: | Nenad Minaković |

|                                    |           |           |
| Zézé 18’ Cissé 19’, 29’ Abline 82’ | Marcatori | 61’ Mosór |

### Girone D

#### Classifica
| Pos. | Squadra     | Pt | G | V | N | P | GF | GS | DR |
| ---- | ----------- | -- | - | - | - | - | -- | -- | -- |
| 1.   | Danimarca   | 7  | 3 | 2 | 1 | 0 | 7  | 5  | +2 |
| 2.   | Paesi Bassi | 4  | 3 | 1 | 1 | 1 | 5  | 4  | +1 |
| 3.   | Ucraina     | 3  | 3 | 1 | 0 | 2 | 4  | 5  | -1 |
| 4.   | Finlandia   | 2  | 3 | 0 | 2 | 1 | 4  | 6  | -2 |

#### Risultati
| Arbitro: | Goga Kikacheishvili |

|                          |           |                                   |
| Voloshyn 22’ Braharu 78’ | Marcatori | 62’ Bischoff 81’ Bøving 85’ Osula |

| Arbitro: | Alexis Herrera |

|                        |           |                        |
| Terho 25’ Keskinen 28’ | Marcatori | 59’ Valente 90+3’ Poku |

| Arbitro: | Alessandro Dudic |

|  |           |                       |
|  | Marcatori | 28’ Vanat 49’ Braharu |

| Arbitro: | Simone Sozza |

|                        |           |                |
| Provstgaard 19’ (aut.) | Marcatori | 35’, 47’ Osula |

| Arbitro: | Damian Sylwestrzak |

|                 |           |                         |
| Harder 10’, 68’ | Marcatori | 73’ Skyttä 82’ Keskinen |

| Arbitro: | Vassilis Fotias |

|                            |           |  |
| Valente 34’ Van Bergen 57’ | Marcatori |  |

## Fase a eliminazione diretta
Secondo quanto previsto dal regolamento, per tutti gli incontri della fase a eliminazione diretta, in caso di parità al termine dei tempi regolamentari si giocano due tempi supplementari da 15 minuti ciascuno, in caso di ulteriore parità si fa ricorso ai tiri di rigore.

### Tabellone
|  | Quarti di finale | Quarti di finale | Quarti di finale |             |                   | Semifinali        | Semifinali | Semifinali |  |  | Finale | Finale | Finale |  |
|  |                  |                  |                  |             |                   |                   |            |            |  |  |        |        |        |  |
|  | 1A               | Spagna           | 1                |             |                   |                   |            |            |  |  |        |        |        |  |
|  | 1A               | Spagna           | 1                |             |                   |                   |            |            |  |  |        |        |        |  |
|  | 2B               | Inghilterra      | 3                |             |                   |                   |            |            |  |  |        |        |        |  |
|  | 2B               | Inghilterra      | 3                |             | Inghilterra       | Inghilterra       | 2          |            |  |  |        |        |        |  |
|  |                  |                  |                  |             | Inghilterra       | Inghilterra       | 2          |            |  |  |        |        |        |  |
|  |                  |                  | Paesi Bassi      | Paesi Bassi | 1                 |                   |            |            |  |  |        |        |        |  |
|  | 1C               | Portogallo       | Paesi Bassi      | Paesi Bassi | 1                 | 0                 |            |            |  |  |        |        |        |  |
|  | 1C               | Portogallo       |                  |             |                   |                   |            |            |  |  |        |        |        |  |
|  | 2D               | Paesi Bassi      | 1                |             |                   |                   |            |            |  |  |        |        |        |  |
|  | 2D               | Paesi Bassi      | 1                |             | Inghilterra (dts) | Inghilterra (dts) | 3          |            |  |  |        |        |        |  |
|  |                  |                  |                  |             |                   |                   |            |            |  |  |        |        |        |  |
|  |                  |                  | Germania         | Germania    | 2                 |                   |            |            |  |  |        |        |        |  |
|  | 1B               | Germania (dts)   | Germania         | Germania    | 2                 | 3                 |            |            |  |  |        |        |        |  |
|  | 1B               | Germania (dts)   |                  |             |                   |                   |            |            |  |  |        |        |        |  |
|  | 2A               | Italia           | 2                |             |                   |                   |            |            |  |  |        |        |        |  |
|  | 2A               | Italia           | 2                |             | Germania          | Germania          | 3          |            |  |  |        |        |        |  |
|  |                  |                  |                  |             | Germania          | Germania          | 3          |            |  |  |        |        |        |  |
|  |                  |                  | Francia          | Francia     | 0                 |                   |            |            |  |  |        |        |        |  |
|  | 1D               | Danimarca        | Francia          | Francia     | 0                 | 2                 |            |            |  |  |        |        |        |  |
|  | 1D               | Danimarca        |                  |             |                   |                   |            |            |  |  |        |        |        |  |
|  | 2C               | Francia          | 3                |             |                   |                   |            |            |  |  |        |        |        |  |

### Quarti di finale
| Arbitro: | Goga Kikacheishvili |

|  |           |          |
|  | Marcatori | 84’ Poku |

| Arbitro: | Simone Sozza |

|                   |           |                                              |
| Guerra 39’ (rig.) | Marcatori | 10’ McAtee 15’ Elliott 90+4’ (rig.) Anderson |

| Arbitro: | Sander van der Eijk |

|                           |           |                              |
| Bischoff 18’ Sørensen 49’ | Marcatori | 44’ Cissé 84’ Merlin 85’ Tel |

| Arbitro: | Manfredas Lukjančukas |

|                                    |           |                              |
| Woltemade 68’ Weiper 87’ Röhl 117’ | Marcatori | 58’ Koleosho 90+6’ Ambrosino |

### Semifinali
| Arbitro: | Vassilis Fotias |

|                  |           |          |
| Elliott 63’, 86’ | Marcatori | 72’ Ohio |

| Arbitro: | Nick Walsh |

|                                     |           |  |
| Weiper 8’ Woltemade 14’ Gruda 90+5’ | Marcatori |  |

### Finale
| Arbitro: | Sander van der Eijk |

|                                    |           |                        |
| Elliott 5’ Hutchinson 24’ Rowe 92’ | Marcatori | 45+1’ Weiper 61’ Nebel |

| Inghilterra | Germania |

| P             | 1  | James Beadle        | 115’ |     |
| D             | 16 | Jack Hinshelwood    |      |     |
| D             | 4  | Jarell Quansah      |      |     |
| D             | 5  | Charlie Cresswell   |      |     |
| D             | 2  | Tino Livramento     |      |     |
| C             | 8  | Elliot Anderson     |      | 98’ |
| C             | 10 | James McAtee        |      | 91’ |
| C             | 20 | Alex Scott          | 43’  | 44’ |
| A             | 18 | Jay Stansfield      |      | 62’ |
| A             | 11 | Omari Hutchinson    |      | 98’ |
| A             | 19 | Harvey Elliott      |      | 91’ |
| Sostituzioni: |    |                     |      |     |
| C             | 23 | Tyler Morton        |      | 44’ |
| D             | 12 | Brooke Norton-Cuffy |      | 62’ |
| A             | 9  | Jonathan Rowe       |      | 91’ |
| A             | 21 | Ethan Nwaneri       |      | 91’ |
| D             | 15 | CJ Egan-Riley       |      | 98’ |
| A             | 17 | Samuel Iling-Junior | 113’ | 98’ |
| Allenatore:   |    |                     |      |     |
| Lee Carsley   |    |                     |      |     |

| P                | 1  | Noah Atubolu     |     |      |
| D                | 2  | Nnamdi Collins   |     |      |
| D                | 4  | Bright Arrey-Mbi |     |      |
| D                | 14 | Tim Oermann      |     | 106’ |
| D                | 3  | Nathaniel Brown  |     | 86’  |
| C                | 20 | Paul Nebel       |     |      |
| C                | 6  | Eric Martel      | 37’ | 98’  |
| C                | 18 | Rocco Reitz      |     |      |
| A                | 19 | Nelson Weiper    |     | 80’  |
| A                | 10 | Nick Woltemade   |     |      |
| A                | 17 | Brajan Gruda     |     | 73’  |
| Sostituzioni:    |    |                  |     |      |
| C                | 7  | Ansgar Knauff    |     | 73’  |
| C                | 8  | Merlin Röhl      |     | 80’  |
| D                | 13 | Lukas Ullrich    |     | 86’  |
| A                | 9  | Nicolò Tresoldi  |     | 98’  |
| C                | 22 | Paul Wanner      |     | 106’ |
| Allenatore:      |    |                  |     |      |
| Antonio Di Salvo |    |                  |     |      |

## Classifica marcatori
6 reti
- Nick Woltemade (1 rig.)

5 reti
- Harvey Elliott

4 reti
- Nelson Weiper

3 reti
- William Osula

- Djaoui Cissé

- Geovany Quenda

2 reti
- Daniel Fila
- Clement Bischoff
- Conrad Harder
- Jonathan Rowe
- Topi Keskinen

- Mathys Tel (1 rig.)
- Paul Nebel
- Ernest Poku
- Luciano Valente
- Henrique Araújo (1 rig.)

- Rodrigo Gomes
- Tomáš Suslov (1 rig.)
- Maksym Braharu

1 rete
- Václav Sejk
- Karel Spáčil
- William Bøving
- Oliver Sørensen
- Elliot Anderson (1 rig.)
- Charlie Cresswell
- Omari Hutchinson
- James McAtee
- Alex Scott
- Naatan Skyttä
- Casper Terho
- Matthis Abline
- Thierno Barry
- Johann Lepenant
- Quentin Merlin
- Nathan Zézé
- Giorgi Abuashvili

- Vasilios Gordeziani
- Nodar Lominadze
- Saba Sazonov
- Brajan Gruda
- Ansgar Knauff
- Eric Martel
- Merlin Röhl
- Nicolò Tresoldi
- Giuseppe Ambrosino
- Tommaso Baldanzi
- Cesare Casadei
- Luca Koleosho
- Niccolò Pisilli
- Thom van Bergen
- Noah Ohio
- Jakub Kałuziński (1 rig.)
- Ariel Mosór

- Paulo Bernardo
- Rodrigo Pinheiro
- Ümit Akdağ
- Louis Munteanu
- Samuel Kopásek
- Adam Obert
- Roberto Fernández
- Javi Guerra (1 rig.)
- Mikel Jauregizar
- Mateo Joseph
- Marc Pubill
- Jesús Rodríguez
- César Tárrega
- Vladyslav Vanat
- Nazar Voloshyn

Autoreti
- Oliver Provstgaard (1, pro  Paesi Bassi)

- Bright Arrey-Mbi (1, pro  Rep. Ceca)

## Premi
I seguenti premi sono stati assegnati alla fine del torneo:
- Giocatore del torneo:  Harvey Elliott[2]
- Miglior marcatore:  Nick Woltemade[8]

### Squadra del torneo
Dopo il torneo, la squadra Under-21 è stata selezionata dagli osservatori tecnici UEFA.
| Posizione      | Giocatore         |
| -------------- | ----------------- |
| Portiere       | James Beadle      |
| Difensori      | Tino Livramento   |
| Difensori      | Charlie Cresswell |
| Difensori      | Bright Arrey-Mbi  |
| Difensori      | Quentin Merlin    |
| Centrocampisti | Elliot Anderson   |
| Centrocampisti | Eric Martel       |
| Centrocampisti | James McAtee      |
| Attaccanti     | Harvey Elliott    |
| Attaccanti     | Nick Woltemade    |
| Attaccanti     | Geovany Quenda    |